# Suzuki Katana
Este artículo es acerca de la motocicleta de los 1980s, para la motoneta ver Suzuki Katana AY50
La Suzuki Katana es una línea de motocicletas deportivas diseñadas en los años de 1979–1980 por la compañía Bávara Target Design a pedido de Suzuki de Alemania específicamente para el mercado alemán.
El nombre Katana fue después aplicado a un rango de motocicletas deportivas turismo en Norteamérica hasta los modelos del año 2006, también ofrecidas en Europa pero sin el nombre "Katana", porque allí ofrecieron a partir del año 2000 una línea de motonetas llamada Katana de 49 cc/50 cc.

## Historia

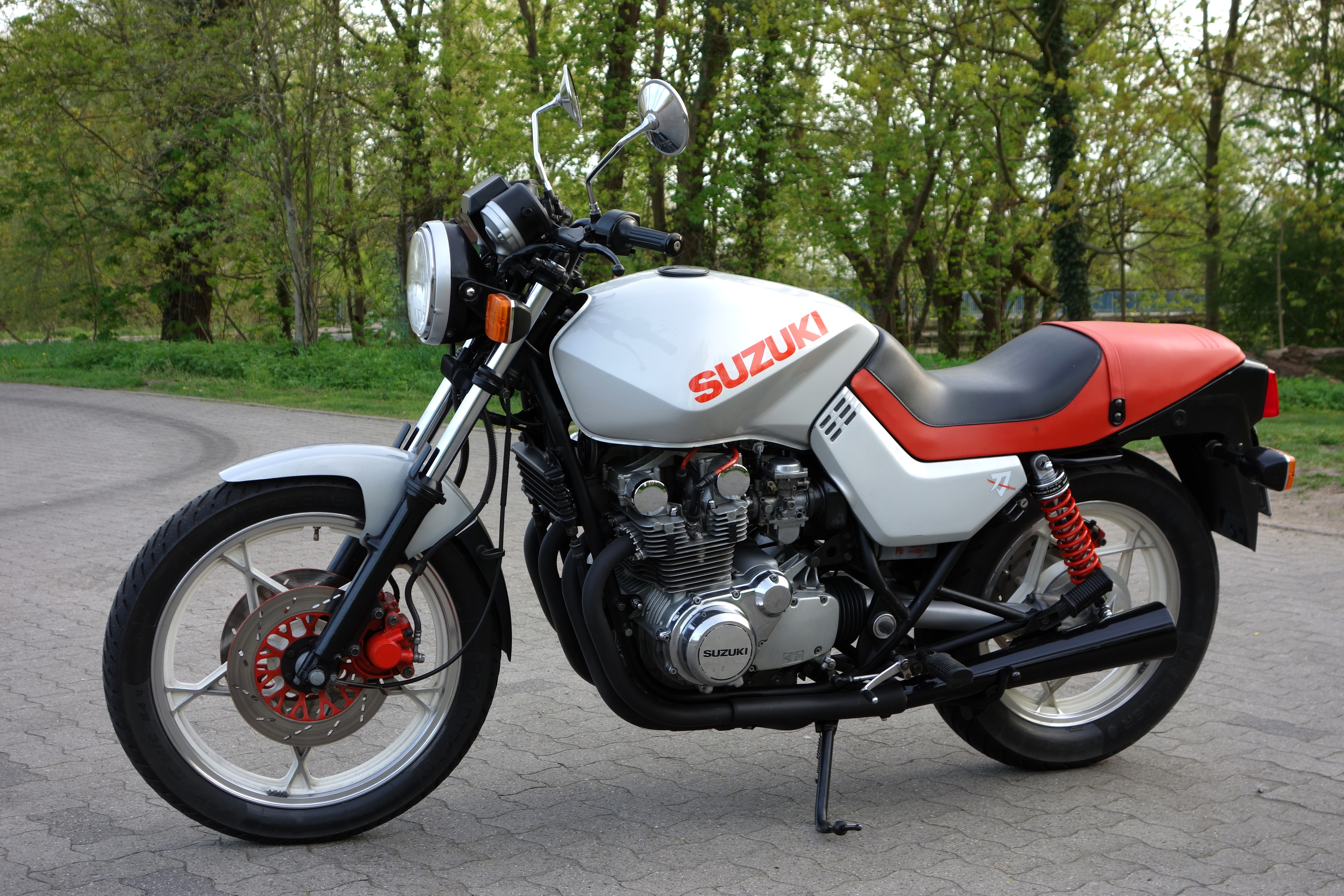
GS650G

El diseño comenzó cuando la Suzuki contrató a Hans Muth, exjefe de diseño de la BMW, para modernizar la imagen de las motocicletas de la compañía.  El equipo de trabajo de Target Design constaba de 3 personas Muth, Jan Fellstrom y Hans-Georg Kasten. Kasten siguió trabajando para Target Design hasta el año de 2003.
El diseño abarcaba una serie de variaciones, de las que el público podía conocer las versiones ED1 y ED2. El diseño original fue un modelo de 650cc llamado ED-1 (European Design 1-Diseño europeo 1).  El ED1 tenía una nariz adelantada y tanque estilizado y fundido con el asiento, en una época en que los carenados atornillados eran la norma. El diseño era muy aerodinámico con énfasis en la estabilidad a alta velocidad. Fue probada repedidamente en un túnel de viento en Italia. El diseño en líneas generales tenía elementos de la MV Agusta, una motocicleta diseñada por Target Design en 1979 pero que nunca fue producida.
La producción de Katana de 1981 fue casi exactamente igual a la del prototipo, solo se le agregó una pequeña pantalla deflectora de viento, silenciadores al mismo tamaño, y vivos negros en el guardabarros delantero y en el carenado. Una de las políticas de diseño de Target era mantener los componentes pequeños y al tamaño, era aplicada en todas las áreas para reducir costos de producción, peso y el número de componentes requeridos. Ejemplos de la misma incluyen los medidores sobrepuestos en el panel de instrumentos y el desplazamiento del tapón del combustible lo que permitía una soldadura continua y lisa en el tanque de combustible.
A finales de 1980 cuando la Katana GSX1100S llegó al mercado, fue declarado por Suzuki que era la motocicleta de producción en masa más veloz del mercado, asegurando que la estética correspondía con sus niveles sin precedentes de desempeño. La desviación estética de la motocicleta de los diseños de motocicletas de producción anteriores, que en la mayoría de las revistas especializadas de su época, se pensó que el diseño no atraería a las masas. De cualquier forma fue un éxito de ventas y el diseño tuvo una influencia en todas las motocicletas deportivas posteriores. Partes de la filosofía de diseño de la Katana aún se ven en las motocicletas deportivas actuales, incluidos aspectos de diseño aerodinámico de los asientos y el tanque de combustible.
En el Intermot, el evento motorístico de Colonia, de 1980 se presentó la ED-2, una versión de 1100 cc basada en la Suzuki GS 1100.

## Variantes de fábrica
Algunas variaciones de 1982 (Modelo Z) Katana 1100SZ fueron producidas para el mercado de carreras. The GSX1000SZ (circa 1981)  fue una variación de 998cc de la GSX1100SZ, producida en suficientes números para ser considerada una motocicleta de producción en masa elegible a ser modificada para carreras internacionales Superbike en la categoría de 1000cc. El bastidor de la GSX1000SZ tenía números de serie que iniciaban en el número GS10X-500001,... y tenían un árbol de levas de admisión (parte 12711-49201) empatado con el mismo árbol de salida estándar de la GSX1100SZ (parte 12700-45820).  Asimismo la 1000SZ también tenía carburadores de placa redondeada Mikuni VM32SS y muchas veces traían llantad (opcionales) con radios , que eran más ligeros, y con llanta trasera de 18", lo que permitía neumáticos más adecuados para competiciones de velocidad. Debido a lo limitado de su producción y a la rareza de su construcción, es una moto muy cotizada.
La GSX1100SXZ "Llantas de radios" fue una moto de fábrica aún más rara de conseguir. Encargada para carreras en Nueva Zelanda, se fabricaron 30 unidades llamadas New Zealand E27 spec GSX1100SXZ (E27 era el código para las motos especiales del mercado de Nueva Zelanda). Durante esa época las ventas en Nueva Zelanda estuvieron en su punto histórico más alto logrando obtener alrededor del 42% del mercado global. Debido en gran parte al éxito de las carreras en ese periodo y lugar.

En 1981 el piloto "Kiwi Suzuki" Graeme Crosby había terminado en quinto lugar en el campeonato mundial de 500cc y defendió con éxito su título de campeón en el TT Fórmula uno.  La E27 SXZ tenía rines de rayos de alambre, frenos delanteros más potentes, carburadores  Mikuni  VM36SS de apertura oval, mofles con apertura de 33mm (iguales a los usados en la carrera 6 horas de Castrol por la GSX1100T), árbol de levas de alto desempeño (aunque lo más probable es que tuviera perfiles de Yoshimura ya que Pops Yoshimura estaba construyendo Superbikes Suzuki y motos para la TT durante ese periodo), tubería de frenos blindada y un juego adicional de platos de embrague. 

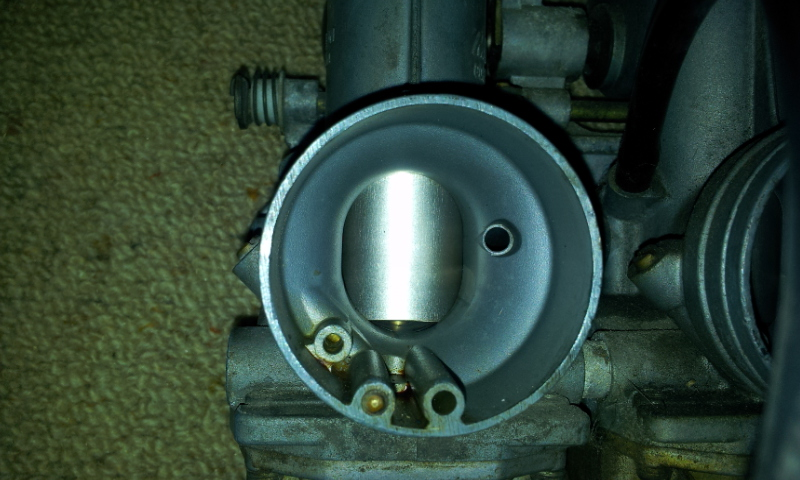
Apertura oval del Mikuni VM36SS

 Veinte unidades de la E27 fueron entregadas a los distribuidores de Nueva Zelanda (Colemans) ya que 20 unidades es el mínimo requerido para ser consideradas motocicletas de producción y por lo tanto homologables bajo las reglas de la entonces encargada de las reglas de competición en Nueva Zelanda (la New Zealand Autocycle Union). La GSX1100SXZ fue coronada la Campeona del periodo 1981/1982 "NZ National Production Champion" (pilotos Dave Hiscock, Neville Hiscock y Robert Holden), pero falló para ganar la "Castrol 6-Hour" de 1981, única carrera de Castrol que perdió la Suzuki en 5 años. 25 unidades más de la misma E27 spec SXZ fueron construidas por Suzuki y exportadas a Sudáfrica.
Australia también recibió su propia E24 (para el mercado Australiano) SXZ la cual también tenía rines de alambre, sin embargo, la "australiana" E24 SXZ no tenía ninguna de las otras partes de alto desempeño como la versión E27 de Nueva Zelanda (y Sudáfrica). Las motos australianas eran modelos SZ sin modificaciones.  Las 1100 compitieron con resultados mixtos en Australia en 1981, pero las reglas cambiaron para la temporada de 1982 de la Australian Castrol 6-Hour por lo que los equipos de carreras sufrieron por conseguir modelos de 1000cc. En Nueva Zelanda la E27 ganó, aparte de la National Production Championship de 1981, numerosas carreras de clubs y nacionales. Las motos se volvieron obsoletas con el surgimiento de la 'race replica' Suzuki GSX-R750.  Hubo planes para fabricar un modelo para 1983 llamado Katana 1100SXD pero nunca se produjo. Se produjo un modelo en 1983 para el distribuidor de Nueva Zelanda "Colemans Suzuki" (la motocicleta aún está en poder de Rod y Carl Coleman), con unas especificaciones ligeramente superiores a las de la motocicleta E27 spec SXZ.
El número de motocicletas SXZ construidas para el mercado de Nueva Zelanda y Sudáfrica fue de 45 unidades. La mayoría de las 1100 'Especiales' tenían chasis con números de serie que comenzaban con GS110X-10XXXX mientras que los modelos estándar tenían números de chasis en el rango de GS110X-5XXXXX.

## Otros modelos
Suzuki también produjo versiones de 550, 650 y 750 cc de la Katana. La 650 tenía transmisión por eje, mientras que las SE/SF/SG 750 de 1984-1986 se distinguían por tener faro abatible.
La familia de motocicletas enfriadas por aire GSX, de la cual la Katana era miembro, dio paso a la igualmente revolucionaria familia de motocicletas con motor enfriado por aceite GSX-R en 1985.

## Suzuki Katana GSX-F
El nombre Katana fue relanzado, principalmente para el mercado de EE. UU., para una serie de motocicletas llamada GSX-F desde finales de los 1980s hasta el 2006. Sin embargo en Europa y otros mercados, las GSX600F, GSX750F y la GSX1100F son consideradas reemplazos directos de las GSX550E, GSX750E y la GSX1100E deportivas de turismo.  El rango GSX-F comprende 5 modelos básicos divididos en 2 áreas generales, la GSX1100F de 1988–1993 , seguida por la GSX600F de 1988–2006 y la GSX750F de 1998–2006, ambas fueron muy reestilizadas para el año de 1998.
Fanáticos malhablados de las Katanas originales se refieren a los modelos GSX-F despectivamente como cafeteras (en inglés 'Teapots') por el perfil del carenado. Estos mismos modelos fueron ofrecidos en Europa, pero sin el nombre Katana. El nombre estuvo ausente de Europa desde 1986 hasta 1999 año en que salió a la venta la línea Katana de motonetas de 49cc/50cc.

## Katana en la actualidad
El estilo original de Katana reapareció en el 2005 en el "Tokyo Motor Show", cuando Suzuki lanzó una motocicleta de concepto llamada Stratosphere, la que incorporaba muchas características de los diseños originales de las ED1/ED2, aunque con un motor transversal angosto de 6 cilindros.
Suzuki prometió el modelo de producción de la Stratosphere para el año de 2009 pero no ha sido realizado aún en 2015.
Un modelo que apareció en 1984 fue la Katana 750SE con faro delantero retráctil, aún usaba el enfriamiento al motor a aire y aceite. Estas motocicletas fueron muy populares en su tiempo, a pesar de que su desempeño era fácilmente opacado por motocicletas de su época.
Características usadas en el diseño original de Katana, pueden ser vistas en muchas motocicletas de los 1980s hasta el presente, desde la XN85 Turbo, la RG250 de 2 tiempos, etc. El hecho de que las motocicletas deportivas tengan carenado y asientos que continúen con la línea del carenado hasta el tanque, es una característica de todas las motocicletas deportivas actuales que empezó con la Katana ED1/ED2 original.